# 保羅·葛哈德
保羅·葛哈德（德語：Paul Gerhardt，1607年3月12日—1676年5月27日）是一位德國神學家、路德宗的宣教士及讚美詩創作者。